# Глушко, Николай Михайлович
Николай Михайлович Глушко (род. 1 мая 1938, Севастополь, Крымская АССР), советский и украинский государственный деятель.

## Биография
Николай Глушко родился в 1938 году. Окончил Севастопольский приборостроительный институт, инженер-механик. Позже окончил Высшую партийную школу при ЦК КПУ .
- С 1953 — работал в советских органах. Работал секретарем организационно-инструкторского отдела, председателем исполкома Ленинского райсовета г. Севастополя.
- С марта 1990 года — депутат Севастопольского горсовета.
- С апреля 1990 по май 1992 года — заместитель председателя городского Совета Севастополя.
- С 1993 — секретарём горгосадминистрации, заместителем председателя горгосадминистрации
- С января по апрель 1994 года — исполняющий обязанности представителя Президента Украины в Севастополе[1].
- С апреля по июнь 1994 года председатель Севастопольской городской государственной администрации.

## Звания и ранги
Государственный служащий 1-го ранга (апрель 1994).

## Награды
- медаль «За доблестный труд».